# Dargun
Dargun er en by og kommune, som er benævnt Landstadt, som ikke er medlem af et forvaltningssamarbejde (tysk amtsfreie Landstadt), i det nordøstlige Tyskland, beliggende over 50 km sydøst for Rostock og helt mod nord i Landkreis Mecklenburgische Seenplatte i delstaten Mecklenburg-Vorpommern. Fra 1815 til 1918 var Dargun en del af Storhertugdømmet Mecklenburg-Schwerin. Efter indlemmelse af fire øvrige kommuner i midten af 2004 var indbyggertallet 5.097 den 31. december 2005. 

## Geografi
Dargun er beliggende i en sidedal til floden Peene, få kilometer nord for Kummerower See og Mecklenburgische Schweiz. Kommunen grænser mod nord til Landkreis Vorpommern-Rügen, og mod vest til Landkreis Rostock. Kommunen går fra floden Trebels bred, til den lavtliggende Peene. Bakkerne i kommunen er op til 40 meter høje. Dargun ligger ved nordenden af Naturparken Mecklenburgische Schweiz und Kummerower See.

### Afstande
Selve byen Dargun i den nordligste del af Landkreis Mecklenburgische Seenplatte grænsende i øst til kommunerne Nossendorf, nordligst, og Warrenzin i forvaltningssamarbejdet Amt Demmin-Land,  ligger 197 km syd for og på en længdegrad en anelse østligere end København, over 60 km syd for Østersøen, 12 km vest for Hansestadt Demmin, 85 km sydvest for Sassnitz på Rügen, 46 km nordvest for Neubrandenburg, som ligger stik øst for Hamborg, over 50 km sydøst for Rostock, 50 km sydvest for Stralsund, 100 km øst for Schwerin og Wismar, 122 km nordvest for Stettin, 142 km øst for byen Lübeck, som dog ligger på en breddegrad en anelse længere mod syd, over 190 km øst for Hamborg, som ligger på en næsten 40 km sydligere breddegrad, 160 km nord for Berlin, som dog ligger på en længdegrad en smule østligere end Dargun.

### Nabokommuner
Nabokommuner er (med uret): Grammendorf, Nossendorf, Warrenzin, Verchen, Stadt Neukalen, Altkalen, Finkenthal og Behren-Lübchin.

### Landsbyer og bydele
Til kommunen hører, udover Dargun bydelene og landsbyerne Glasow, Aalbude, Brudersdorf, Stubbendorf, Wagun og Zarnekow.

## Eksterne kilder og henvisninger
1. ↑  Hauptsatzung Arkiveret 10. juli 2015 hos  Wayback Machine (PDF; 91 kB)

- Wikimedia Commons har flere filer relateret til Dargun
- Byens websted Arkiveret 18. februar 2017 hos  Wayback Machine
- Statistik om Dargun Arkiveret 16. januar 2017 hos  Wayback Machine